# Pisk
Pisk er et ord, der fra slavisk (polsk, tjekkisk bič) via tysk (pietsche) er kommet ind i det danske sprog. Ordet kan betegne både et redskab til at påføre smerte med og selv handlingen et pisk (det vil sige et slag med pisken).
Piske har været anvendt i mange sammenhænge, blandt andet til at styre heste og drive dem frem, når de var for langsomme eller uvillige.
Pisk har også været anvendt som straffemiddel.

## Beskrivelse og anvendelse
Pisken er et redskab, som består af et håndtag samt en eller flere remme, alternativt en stiv men bøjelig stav. Ridepisken og dressurpisken er eksempler. Piske kan være fremstillede af forskellige materialer som skind, læder eller gummi.
Når en pisk bevægers hurtigt gennem luften høres en karakteristisk lyd. Hvis den rammer et dyr eller et menneske, vil dette bevirke en smerte og kan også give anledning til alvorlig skade, beroende på omstændighederne.
I nutiden anvendes pisken fortrinsvis inden for dyrehold og ridesport. Pisken har her til formål at give anvisninger og højst strejfe dyret; i praksis forekommer dog også at den anvendes som bestrafningsredskab.

## Pisken som redskab for bestrafning af mennesker
Historisk har pisken været anvendt til at straffe eller drive både dyr og mennesker til at arbejde, i særdeleshed slaver, straffefanger og hjon. Visse steder forekommer dette endnu i dag. således i samfund der gør brug af sharia. I vestlige lande begyndte bestrafning med pisk efterhånden at gå af brug fra slutningen af 1700-tallet som et resultat af blandt andet oplysningstiden, men processen blev ikke afsluttet før ind i 1900-tallet. Indenfor fængselsvæsenet forblev den i brug længere end i mange andre dele af samfundet.

## Sadomasochisme
Personer, som i sine erotiske relationer vil markere dominans og underkastelse, kan anvende pisken som et seksuelt attribut.

## Historie
Visse historisk anvendte brug af piske er blevet velkente. I Romerriget anvendtes den såkaldte flagrum eller flagellum, som bestod af tre remme af oksehudu med stykker af metal; dens effekt kunne være dødelig.
I Kejserriget Rusland fandtes den såkaldte knudepisk af oksehud i flere varianter. Den store knudepisk kunne være dødelig efter tyve piskeslag.
Den britiske flåde anvendte fra 1700-tallet den såkaldte nihalede kat, som var en pisk med ni ender. Den blev oprindeligt fremstillet ved at opflette et reb i tre dele, hvor hver del igen blev opflettet i tre dele. Også andre lignende varianter har haft samme navn. Den nihalede kat er et pineredskab, men ikke af samme dignitet som den romerska flagrum eller den russiske knudepisk.